# Tomaž Matjašec
Tomaž Matjašec, slovenski diplomat; ?, Maribor.
Zaposlen je na Ministrstvu za zunanje in evropske zadeve Republike Slovenije. Je prvi slovenski veleposlanik v Latviji; na to mesto je bil imenovan leta 2022.